# اندیس چوبدار سفلی
چوبدار سفلی یک اندیس فلزی است که در حوالی شهر شازند استان لرستان قرار دارد و مادهٔ معدنی موجود در آن، مس است.سنگ میزبان این اندیس شیل، اسلیت است و دیرینگی آن به دوران ژوراسیک می‌رسد. در این اندیس، پاراژنز‌های پیریت یافت می‌شوند.